# Miltochrista calliginoides
Miltochrista calliginoides là một loài bướm đêm thuộc phân họ Arctiinae, họ Erebidae.